# Reymer & Masch
Die Eisenbahnbau- und Betriebs-Gesellschaft Reymer & Masch war ein Berliner Unternehmen. Es erbaute in den 1880er Jahren Gleisanlagen der Straßenbahn und Eisenbahn und betrieb diese teilweise auch selbst. Gegründet wurde es am 31. Januar 1880 von den beiden Berliner Bauunternehmern Otto Reymer und Otto Masch. Es war zumindest bis 1888 aktiv, über die weitere Geschichte des Unternehmens liegen keine Informationen vor. 
Die Firma Reymer & Masch erhielt 1880 die Konzession für eine Pferdebahn in Potsdam und begründete somit die  Straßenbahn Potsdam. Die erste Linie wurde am 12. Mai 1880 eröffnet, zwei weitere Linien folgten wenige Monate später. Betreiber wurde die Potsdamer Straßenbahn-Gesellschaft. Die ab 1880 erteilte Konzession war auf 25 Jahre begrenzt. Zum 1. Januar 1904 wurde der Betrieb von der Stadt übernommen und als Städtische Straßenbahn Potsdam weitergeführt. Der Betrieb besteht noch heute. 
Die erste Strecke der Straßenbahn Posen wurde am 30. Juli 1880 von Reymer & Masch eröffnet. Es gab zunächst wenige Fahrgäste und die Pferdebahn wurde von den polnischen Bewohnern der Stadt boykottiert, da die Wagen nur in deutscher Sprache beschriftet waren. Der Betrieb wurde bald darauf von der Posener Pferde-Eisenbahngesellschaft aufgekauft, die das Netz ausbaute. Das Gebiet wurde 1919 polnisch, die Straßenbahn verkehrt dort noch heute. 
1881 baute Reymer & Masch die erste Strecke der Straßenbahn Flensburg als normalspurige Pferdestraßenbahn. Ab 1889 war Betrieb rentabel. 1906 endete die 25-jährige Konzession, der Betrieb wurde von der Stadt übernommen. Die letzte Straßenbahn in Flensburg fuhr 1973. 
Im Jahr 1883 beauftragte die Stadt Krefeld das Berliner Unternehmen Eisenbahnbau- und Betriebs-Gesellschaft Reymer und Masch mit dem Bau eines Straßenbahnnetzes. Innerhalb eines Jahres baute es drei meterspurige Dampfbahnstrecken zu benachbarten Orten und eine Pferdebahn zur Verbindung dieser Strecken im Stadtgebiet. Am 1. Januar 1884 gründete die Stadt die Crefeld-Uerdinger Localbahn AG und erteilte ihr eine 40-jährige Konzession für den Betrieb der Straßenbahnen in Krefeld. Ab 1931 war die Stadt Krefeld der alleinige Besitzer der Straßenbahn und betrieb 15 Linien. Die Straßenbahn Krefeld besteht heute noch, umfasst aber nur noch vier Linien. 
Reymer & Masch eröffnete am 18. Mai 1888 die Wilmersdorf-Schmargendorfer Dampfstraßenbahn. Sie führte von Schöneberg über Wilmersdorf nach Schmargendorf. Ab dem 22. Dezember 1888 wurde die Strecke gemeinsam mit anderen Linien vom Berliner Dampfstraßenbahn-Konsortium betrieben, ab 1898 als Westliche Berliner Vorortbahn (WBV). Alle genannten Orte gehören seit 1920 zu Berlin. Die Straßenbahnlinie wurde 1957 eingestellt. 
Die Firma war auch am Bau von Eisenbahnanlagen beteiligt, unter anderem bei der Schmalspurbahnen Zittau–Kurort Oybin und Bertsdorf–Jonsdorf sowie beim Paulinenauer Bahnhof in Neuruppin.